# Kappel-Grafenhausen
Kappel-Grafenhausen (Alemanni thấp: Kabbl-Groffähüüsä) là một thị xã nằm ở huyện Ortenaukreis, thuộc bang Baden-Württemberg, Đức.